# Јужна монсунска струја
Јужна монсунска струја је топла струја, која настаје у зимској половини године под утицајем монсуна. Почиње од обала Суматре и креће се ка западу према афричкој обали. Мањи део скреће у Бенгалски залив и Арабијско море, а већи и значајнији се повија ка југу и формира Јужну сомалску струју.